# Пилипенко, Юрий Сергеевич
Юрий Сергеевич Пилипенко (род. 24 февраля 1963, пгт Цементный Завод) — российский адвокат Адвокатской палаты Московской области, доктор юридических наук, профессор кафедры адвокатуры и нотариата Московского государственного юридического университета им. О. Е. Кутафина (МГЮА), с 2015 г. по 2022 г. президент Федеральной палаты адвокатов, заслуженный юрист Российской Федерации (2020).

## Образование
В 1990 году окончил с отличием Университет дружбы народов им. П. Лумумбы по специальности юриспруденция. В 2001 году защитил диссертацию на соискание учёной степени кандидата юридических наук (тема «Судебная система Швейцарии»). С 2009 года доктор юридических наук (тема диссертации «Адвокатская тайна: теория и практика реализации»).

## Адвокатская деятельность
С 1991 года — адвокат, член Московской областной коллегии адвокатов. С 2003 года — председатель Совета коллегии адвокатов Московской области Юридическая фирма «ЮСТ». В 2005 году вошел в состав Совета Федеральной палаты адвокатов Российской Федерации, в 2012 году избран первым вице-президентом Федеральной палаты адвокатов РФ, 14 января 2015 года — президентом Федеральной палаты адвокатов РФ. На состоявшемся 15 декабря 2022 на заседании Совет ФПА РФ избрал президентом ФПА РФ Светлану Игоревну Володину, ранее занимавшую пост вице-президента ФПА РФ.
Награждён орденом Федеральной палаты адвокатов РФ «За верность адвокатскому долгу».
29 июня 2016 года присвоено почётное звание «Заслуженный юрист Московской области».
В мае 2020 года Указом Президента Российской Федерации ему присвоено звание Заслуженный юрист Российской Федерации.

## Общественная деятельность
Профессор кафедры адвокатуры МГЮА, член-корреспондент Президиума Российской академии адвокатуры и нотариата.
Член Комитета по награждению Национальной премией в области адвокатуры и адвокатской деятельности, Комитета по награждению адвокатскими наградами им. Ф. Н. Плевако и знаком «Почетный адвокат России».
Принял участие в учреждении в 2008 году награды адвокатского сообщества — Национальной премии в области адвокатуры и адвокатской деятельности.
Член Общественного совета при МВД России созыва 2017—2020 годов
С июня 2013 года участник программ «Разворот» и «Правовой аспект» на радиостанции Эхо Москвы.
Автор более 30 научных работ.

## Вклад
Внёс вклад в становление и развитие российской адвокатуры как единой независимой самоуправляемой профессиональной корпорации, обеспечивающей гарантированные Конституцией Российской Федерации права граждан на получение квалифицированной юридической помощи, судебную защиту и доступ к правосудию.
Руководил рабочими группами Федеральной палаты адвокатов РФ по подготовке поправок в Кодекс профессиональной этики адвоката, принятых в 2013 и 2015 годах VI и VII Всероссийскими съездами адвокатов. Является председателем созданной в соответствии с решениями VII Всероссийского съезда адвокатов Комиссии Федеральной палаты адвокатов РФ по этике и стандартам, деятельность которой направлена на повышение качества оказываемой адвокатами юридической помощи посредством определения вектора единого понимания адвокатской этики, выработки общих подходов к применению положений Кодекса о дисциплинарной ответственности, разработки стандартов адвокатской профессии и обобщения практики их применения.
В 2014 году руководил рабочей группой Совета Федеральной Палаты адвокатов РФ по подготовке предложений Федеральной Палаты адвокатов РФ относительно Государственной программы «Юстиция», созданной для повышения уровня защиты публичных интересов, реализации прав граждан и организаций.
24 апреля 2015 года участвовал в заседании «круглого стола» Комитета Совета Федерации Федерального Собрания РФ по конституционному законодательству и государственному строительству «Особенности законодательного регулирования осуществления консалтинговой и аудиторской деятельности иностранных компаний: российский и зарубежный опыт», где проблемы деятельности в России иностранных юридических компаний рассматривались применительно к вопросам регулирования сферы квалифицированной (профессиональной) юридической помощи в целом.
31 марта 2015 года участвовал в специальном заседании Совета при Президенте РФ по развитию гражданского общества и правам человека «Роль адвокатуры в правозащитной деятельности», на котором обсуждались вопросы регулирования сферы оказания квалифицированной (профессиональной) юридической помощи, укрепления адвокатского статуса, защиты профессиональных прав адвокатов.

## Награды
- Орден «За верность адвокатскому долгу»
- Заслуженный юрист Российской Федерации (25 мая 2020) — за заслуги в укреплении законности, защите прав и интересов граждан, многолетнюю добросовестную работу[24].